# Larry Christiansen
Larry Mark Christiansen (nascut el 27 de juny de 1956), és un jugador d'escacs estatunidenc, que té el títol de Gran Mestre des de 1977. Criat a Riverside (Califòrnia), ha estat tres cops Campió dels Estats Units, els anys 1980, 1983, i 2002.
A la llista d'Elo de la FIDE d'octubre de 2014, hi tenia un Elo de 2577 punts, cosa que en feia el jugador número 11 (en actiu) dels Estats Units. El seu màxim Elo va ser de 2625 punts, a la llista de juliol de 1992 (posició 24 al rànquing mundial).

## Resultats destacats en competició
Christiansen va mostrar una extraordinària força de joc des de ben jove. El 1971, va esdevenir el primer guanyador en edat júnior del National High School Championship. Va guanyar també tres Campionats juvenils dels Estats Units, els anys 1973, 1974, i 1975. El 1977, als 21 anys, va esdevenir Gran Mestre, sense haver estat prèviament Mestre Internacional, una fita assolida per només un grapat de jugadors al món. El 1979 Christiansen guanyà el torneig de Linares, i a l'edició de 1981 empatà al primer lloc amb Anatoli Kàrpov.
El 1980 empatà al primer lloc al World Open a Filadèlfia amb 7½/9 punts. Posteriorment el 1989 repetiria resultat i classificació a la 17a edició del mateix torneig.
El 1987 va participar en el torneig Interzonal de Szirak, a Hongria, dins el cicle pel campionat del món d'escacs de 1990, i hi acabà 8è (de 18).
El 1998 guanyà l'XI Memorial Carlos Torre a Mérida (Mèxic) El 1999 fou primer al 1r Torneig Julian Borowski, a Essen (empatat amb Vadim Zviàguintsev, Emil Sutovsky i Rustem Dautov). Va guanyar el Campionat Obert del Canadà de 2001, ex aequo amb Tony Miles. També va guanyar el torneig de Curaçao de 2008.

### Participació en competicions per equips
Christiansen va participar, representant els Estats Units, a les Olimpíades d'escacs de 1980, 1982, 1984, 1986, 1988, 1990, 1992, 1996 i 2002. També va representar els EUA al Campionat del món per equips en les edicions de 1993 (medalla d'or per equips), i 1997 (medalla d'argent per equips).

## Personalitat i estil de joc
El mateix Christiansen descriu el seu estil de joc com a "agressiu i tàctic" i indica entre les seves obertures favorites la defensa índia de rei. és l'autor de dos populars llibres d'escacs, que mostren el seu estil agressiu: Storming the Barricades (assalt a les barricades) (2000) i Rocking the Ramparts (enderrocant les muralles) (2004).
Christiansen és conegut pel seu enginy i humor, així com pel seu entusiasme per ensenyar als estudiants. També és un dels jugadors d'escacs més prolífics d'Internet, després d'haver jugat desenes de milers de jocs en línia a ICC (Internet Chess Club).

## Llibres
- Christiansen, Larry (2000). Storming the Barricades. Gambit Publications. ISBN 978-1901983258.
- Christiansen, Larry (2004). Rocking the Ramparts. Batsford. ISBN 0713487763